# Chinese Taipei Amateur Radio League
Die Chinese Taipei Amateur Radio League (CTARL), deutsch „Taiwanischer Amateurfunkverband“, wörtlich „Chinesischer Taipeh Amateurfunkverband“, ist die nationale Vereinigung der Funkamateure auf Taiwan.
Die CTARL ist Mitglied in der International Amateur Radio Union (IARU Region 3), der internationalen Vereinigung von Amateurfunkverbänden, und vertritt dort die Interessen der Funkamateure des Landes.